# سیدی بنور (شهرک)
سیدی بنور یک شهرک در تونس است که در استان منستیر واقع شده‌است. سیدی بنور ۴٬۵۲۰ نفر جمعیت دارد.